# Resen
Resen (makedonsky Ресен) je městečko na jihozápadě Severní Makedonie, centrum opštiny Resen. Leží v nadmořské výšce 880 m a je nejbližším městem u Prespanského jezera (na jehož pobřeží leží pouze malé vesnice). Žije zde přibližně 9000 obyvatel. Společně s nedalekým městem Bitola je výchozím bodem do pohoří Baba-planina. Resen nemá železnici, veřejnou dopravu zajišťují autobusy, zejména linka Ochrid – Bitola – Prilep.

## Historie
Oblast dnešního města, která tvoří rovinu mezi pohořími Galičica (na západ) a Baba (na východ) bylo osídleno již od prehistorie. První písemná zmínka o současném městě pochází z 15. století.
Během 19. století bylo místní obyvatelstvo etnicky smíšené. V Resenu žili Slované, Cincaři, Turci, Albánci a Řekové. V roce 1903 se zde během Ilindenského povstání vedly těžké boje.
Jeden z místních představitelů se zapojil v roce 1908 do Mladoturecké revoluce (Ahmed Nijazi Beg). V roce 1912 připadlo město po První balkánské válce Srbsku, později Jugoslávii a od roku 1991 je součástí Makedonie, resp. Severní Makedonie.